# LXQt
LXQt (англ. Qt Lightweight Desktop Environment) — робоче середовище користувача, що розвивається об'єднаною командою розробників проєктів LXDE та Razor-qt, до яких згодом також приєднався проєкт Maui, що розвивав середовище Hawaii, побудоване на базі Wayland і Qt. LXQt продемонстрував можливість спільноти не тільки до створення форків, а й до об'єднання зусиль, вироблення загальної стратегії й злиття близьких за духом проєктів для успішнішого втілення ідеї в життя.
При формуванні першого випуску середовища за основу була взята кодова база Razor-qt, яка була розширена компонентами LXDE, портованими на Qt (зокрема, й PCManFM-Qt, варіант файлового менеджера PCManFM, перенесеного з бібліотеки GTK+ на Qt).
LXQt позиціонується як невибагливе до ресурсів, модульне, швидке й зручне продовження розвитку стільниць Razor-qt і LXDE, що увібрало найкращі риси обох оболонок. Інтерфейс LXQt продовжує бути вірним ідеям класичної організації робочого столу, привносячи сучасне оформлення й способи, що збільшують зручність роботи.
Готові пакунки сформовані для Ubuntu, Arch Linux і Debian GNU/Linux. В експериментальному режимі забезпечена підтримка FreeBSD. Початковий код розміщений на GitHub і поставляється під ліцензіями GPL 2.0+ і LGPL 2.1+.